# Aleksandra Świgut
Aleksandra Świgut (ur. 21 stycznia 1992 w Nowym Sączu) – polska pianistka oraz pedagożka Uniwersytetu Muzycznego Fryderyka Chopina w Warszawie.
W latach 2003–2010 była stypendystką Krajowego Funduszu na rzecz Dzieci. Ukończyła studia na Uniwersytecie Muzycznym w Warszawie w klasie Piotra Palecznego, w Akademii Muzycznej w Katowicach w klasie Wojciecha Świtały i Marii Szwajger-Kułakowskiej (także grę na fortepianie historycznym pod kierunkiem Katarzyny Drogosz) oraz Guildhall School of Music and Drama w Londynie w klasie Davida Donalda. W latach 2016–2021 odbyła studia doktoranckie na Akademii Muzycznej w Gdańsku, zakończone uzyskaniem stopnia doktora sztuk muzycznych.
W 2018 zdobyła II nagrodę na I Międzynarodowym Konkursie Chopinowskim na Instrumentach Historycznych w Warszawie. Nagrała płytę z muzyką kameralną w duecie z wiolonczelistą, Marcinem Zdunikiem (2014). Przedstawiła też autorski projekt Living in Inner Voices (muzyka Fryderyka Chopina, Gustava Mahlera i Roberta Schumanna) nagrany wraz z muzykami Filharmonii Narodowej, Sinfonii Varsovii oraz Helsingborg Symphony Orchestra. Wystartowała w XVIII Międzynarodowym Konkursie Pianistycznym im. Fryderyka Chopina (2021). W 2021 została też półfinalistką Międzynarodowego Konkursu Pianistycznego im. Artura Rubinsteina w Tel Avivie.
Została trzykrotną laureatką 17. Międzynarodowego Konkursu Pianistycznego im. Edwarda Griega w Bergen, zdobywając drugą nagrodę, nagrodę publiczności oraz nagrodę Orkiestry Filharmonii Bergen.